# 泪洒天堂
《泪洒天堂》（Tears in Heaven）是英国歌手埃里克·克莱普顿为了纪念他年仅4岁的儿子康纳（Conor）而创作并演唱的一首歌曲。1991年3月20日上午11点，由于保姆的不慎，康纳从他母亲位于纽约的53层公寓的窗户摔落。不幸发生后，克莱普顿几个月都极度悲伤。
这首歌曲由克莱普顿和威尔·詹宁斯联手创作，收录在电影《迷途枷鎖》的原声大碟，并获得了1993年3项葛莱美奖，包括年度歌曲、年度唱片和最佳流行男歌手。这首歌也收录在另一张获得葛莱美奖的专辑「不插电」中，并在滾石雜誌最佳500首歌曲排行榜中名列353位。

2004年起克莱普顿不再演唱这首歌曲，以及另一首为从未謀面的父亲创作的歌曲「父親的眼睛」。他说：
如今我演唱这些歌曲时，我不再为失去他们而感到悲痛。当我创作它们的时候，我觉得他们就在那里。现在他们已经离去而且我真的不再希望他们回来。我的生活已经发生了改变，而他们需要安静地休息，我会用另一种方式来纪念他们。
I didn't feel the loss anymore, which is so much a part of performing those songs. I really have to connect with the feelings that were there when I wrote them. They're kind of gone and I really don't want them to come back, particularly. My life is different now. They probably just need a rest and maybe I'll introduce them for a much more detached point of view.
在2013年的世界巡迴演唱會，克莱普顿才又開始重新演唱這兩首歌。

## 翻录作品
下面音乐作品翻录自《泪洒天堂》
- 乔舒亚·雷德曼在他1993年专辑「愿望」（Wish）中将这个歌翻唱成爵士版本
- 保羅·安卡在专辑「摇滚节奏（英语：Rock Swings）」中翻唱此曲
- 格里高利合唱团
- 诗班男生在他们的同名专辑「诗班男生」中收录此曲
- 德克兰·加尔布雷思在他的专辑「感谢你」（Thank You）中收录此曲